# 马林海德
马林海德（德語：Marienheide，發音：[maˈʁiːənˌhaɪdə]）是德国北莱茵-威斯特法伦州科隆行政区上贝格县的市镇，面积54.96平方千米，2023年12月31日人口为13,681人。